# خط سرینی زیرین
خط سرینی زیرین یا خط گلوتئال تحتانی (به انگلیسی: Inferior gluteal line) یکی از خط‌های ناحیه سرینی است که با کمترین تمایز از سه خط دیگر سرینی، از جلو در شکاف مرز قدامی شروع می‌شود، و در حالی که به عقب و پایین خم می‌شود به میانه شیار سیاتیک بزرگ ختم می‌شود